# Dolmen de la Roche aux Loups (Buthiers)
Pour les articles homonymes, voir Roche aux Loups.
Le dolmen de la Roche aux Loups est un dolmen situé sur la commune de Buthiers dans le département de Seine-et-Marne.

## Historique
L'édifice est classé au titre des monuments historiques en 1973.

## Description
Le dolmen est endommagé. Il mesure 3,55 m de longueur. Il est constitué de sept orthostates et deux tables de couverture en grès de Fontainebleau. Un orthostate côté gauche et deux côté droit sont encore en place, deux autres piliers à gauche et une dalle à l'est ont été déplacés :
| Dalle                                                               | Longueur | Épaisseur     | Hauteur (hors-sol) Largeur |
| ------------------------------------------------------------------- | -------- | ------------- | -------------------------- |
| Chevet                                                              | 2 m      | 0,50 m        | 0,85 m                     |
| Orthostate gauche                                                   | 1,22 m   | 0,12 m        |                            |
| Dalle n°1 à gauche                                                  | 0,87 m   | 0,15 à 0,24 m |                            |
| Dalle n°2 à gauche                                                  | 0,85 m   | 0,25 m        |                            |
| Orthostate droit n°1                                                | 1,37 m   | 0,16 m        |                            |
| Orthostate droit n°2                                                | 1,35 m   | 0,20 à 0,30 m |                            |
| Dalle à l'est                                                       | 0,75 m   | 0,23 m        | 0,80 m                     |
| Table n°1                                                           |          | 0,50 à 0,60 m |                            |
| Table n°2                                                           | 1,90 m   | 0,28 à 0,34 m | 1,32 à 1,36 m              |
| Données : Dolmen dit La Roche-aux-Loups à Buthiers (Seine-et-Marne) |          |               |                            |

Les deux tables de couverture sont inclinées vers l'intérieur de la chambre.  Selon Eliane Basse de Ménorval, le dolmen pourrait correspondre à l'extrémité d'une ancienne allée couverte dont le reste de la structure aurait été détruit.
Une fouille sommaire  effectuée par Albert et Paul Leroy au XIXe siècle aurait permis de découvrir quelques ossements humains très fragmentés, deux éclats de silex taillés et quelques fragments d'une poterie néolithique.